# Pablo Simons De Aerschot
Pablo Simons De Aerschot (Houdeng-Aimeries, La Louvière, Bèlgica, 1922 - Sant Sebastià, 10 d'octubre de 2011) fou un criminal de guerra belga, condemnat per col·laboracionisme amb el règim nazi.

## Biografia
Simons De Aerschot, inicià la seva carrera política amb tan sols 17 anys, quan s'afilià al moviment rexista belga, d'ideologia pro-nazi i liderat per Léon Degrelle. Segons els tribunals belgas, durant l'ocupació alemana va ajudar a les forces d'ocupació i a la implementació de l'administració nazi al país, s'afilià a les Joventuts Hitlerianes i se'l relacionà amb la deportació de milers de joves valons a Alemanya per a realitzar treballs forçats. En el seu expedient judicial, consta l'execució d'una vintena de presos que es negaren a la deportació. Algunes veus, però, asseguren que Simons De Aerschot, tingué un doble paper, ja que també va ajudar a fugir a membres de la resistència belga, per evitar que fossin detinguts per les tropes d'ocupació alemanes.
El restaurant de Simons, era un lloc de reunió de criminals de guerra fugits, com Martin Bormann o Klaus Barbie, el carnisser de Lió. L'any 1964 abandona Bolívia i torna a Espanya, fixant la seva residència a Sant Sebastià amb el nom de Paul Jean Léon Simons d'Aerschot, aconseguint ser tan invisible que fins i tot fou contractat pel departament d'Organització Internacional del Treball, de les Nacions Unides treballant a Xipre, Romania, Afganistan i a la República Democràtica d'Alemanya.
L'any 2008, en una visita a Bèlgica, és descobert i detingut, tot i que posa't en llibertat al comprovar-se que els seus delictes havien prescrit. L'any 2011, mor a Sant Sebastià a l'edat de 88 anys.